# Philippe Bergmans
Philippe Bergmans (Ithaca, Estados Unidos, 2 de mayo de 1974) es un deportista belga que compitió en vela en la clase Laser. Ganó una medalla de oro en el Campeonato Europeo de Laser de 2004.

## Palmarés internacional
| \| Campeonato Europeo \| Campeonato Europeo \| Campeonato Europeo \| Campeonato Europeo \| \| Año \| Lugar \| Medalla \| Clase \| \| ------------------ \| --------------------- \| ------------------ \| ------------------ \| \| 2004 \| Warnemünde (Alemania) \| Medalla de oro \| Laser \| |                       |                |       |
| Campeonato Europeo |                       |                |       |
| Año | Lugar                 | Medalla        | Clase |
| 2004 | Warnemünde (Alemania) | Medalla de oro | Laser |